# 佐藤伸朗
佐藤 伸朗（さとう のぶお、1959年4月10日 - ）は、日本の地方公務員、技術士。東京都都市整備局長や、東京都技監、東京都参与、東京都公園協会理事長を経て、建設資源広域利用センター代表取締役社長。神奈川大学法学部非常勤講師。

## 人物・経歴
北海道生まれ。東京大学工学部都市工学科卒業。技術士（都市及び地方計画）。1983年東京都庁入庁。2001年葛飾区都市計画部立石･四つ木･鉄道立体担当課長。2006年東京都知事本局政策部政策担当課長。
東京都都市整備局区画整理課長、首都高速道路計画･環境部担当部長等を経て、2012年東京都都市整備局企画担当部長。2013年東京都都市整備局防災都市づくり担当部長。2014年東京都都市整備局都市基盤部長。2015年東京都都市整備局理事（航空政策・交通基盤整備・交通政策担当）。
2018年東京都都市整備局長兼都市整備局技監兼首都圏新都市鉄道取締役兼多摩都市モノレール取締役。2019年兼東京都技監。2020年東京都公園協会理事長、東京都参与。2023年建設資源広域利用センター代表取締役社長。府中市都市計画審議会委員、明治大学ガバナンス研究科客員教授なども務めた。